# U-20ラグビールーマニア代表
U-20ラグビールーマニア代表（英語: Romania national under-20 rugby union team）は、20歳以下の選手で構成されるラグビールーマニア代表チームである。愛称は「リトルオークス (The Little Oaks)」。
ワールドラグビーU20トロフィーなどに出場している。

## 歴史
2009年、ワールドラグビーU20トロフィーで優勝するもIRBジュニア世界選手権枠変動の関係で昇格ならず。
そして2018年、開催国として8年ぶりにワールドラグビーU20トロフィーに参加。

## タイトル
- ワールドラグビーU20トロフィー
優勝・1回 (2009年)

## 成績

### ワールドラグビーU20トロフィー
- 2008年 - 4位
- 2009年 - 1位
- 2010年 - 4位
- 2018年 - 8位